# 抒情文
抒情文（英語：lyrical writing），是抒發作者主觀感受和思想感情的文体。

## 概论
它是抒情文體中的主要表達方式，在一般的文學作品和記敘文中，也常把它作為重要的輔助表達手段。
在議論文和說明文中，有時也運用它來增強文章的鼓動性和感情色彩。「情者，文之經」（劉勰），「情」是構成文章的根本因素之一。因為寫文章的目的在於讓讀者接受其中的思想內容，而思想內容的表達，又往往和感情的抒發分不開。只有從感情上打動讀者，其思想內容才會給讀者理解和接受。
散文中也有一类抒情散文。

## 抒情手法
常用的抒情手法包括:
- 直接抒情：不借任何事物或手段，直接表達出內心感情。
- 間接抒情：透過其他事物，間接表達出內心的感情
  - 借物抒情：藉描寫物件的特點，聯繫個人感受，間接地抒發內心感情。
  - 借景抒情：大多帶着主觀感情去描寫景物，間接地抒發內心感情。

## 結構
間接抒情文的結構一般分為三種：
- 先敍事、寫景或寫物，後抒情
- 敍事、寫景或寫物與抒情部份循環交替
- 先抒情，后寫景，寫物或敍事

## 對象
抒情文概分四種不同的對象：
- 懷人：對人物抒發懷念之情，例如：父母、兄弟姊妹、師長、情人、同學、朋友、妻子
- 感事
- 感物
- 感時